# Кевін Нісбет
Кевін Нісбет (англ. Kevin Nisbet, нар. 8 березня 1997, Глазго) — шотландський футболіст, нападник клубу «Гіберніан» та національної збірної Шотландії.

## Клубна кар'єра
Народився 8 березня 1997 року в місті Глазго. Вихованець юнацьких команд футбольних клубів «Гіберніан» та «Партік Тісл». 2015 року для отримання ігрової практики Кевін був відданий в оренду в нижчоліговий «Іст Стірлінгшир», в якому того року взяв участь в 11 матчах чемпіонату.
Надалі Нісбет інколи виходив на поле у матчах вищого дивізіону Шотландії за «Партік Тісл», але основним гравцем не був і здавався в оренду в інші нижчолігові команди «Ейр Юнайтед» і «Дамбартон».
В липні 2018 року Нісбет перейшов у клуб третього дивізіону «Рейт Роверс», у складі якого за сезон 2018/19 забив 35 голів у всіх змаганнях, після чого перейшов у клуб другого дивізіону «Данфермлін Атлетік». В новому клубі Нісбет також був серед найкращих голеодорів, забивши у сезоні 2019/20 забивши 23 голи в 32 матчах в усіх турнірах.
Привернувши інтерес з боку кількох клубів, 10 липня 2020 року Нісбет підписав чотирирічний контракт із клубом вищого шотландського дивізіону «Гіберніан». Станом на 12 травня 2021 року відіграв за команду з Единбурга 33 матчів в національному чемпіонаті.

## Виступи за збірну
16 березня 2021 року Нісбет отримав свій перший виклик до складу національної збірної Шотландії на матчі кваліфікації до чемпіонату світу 2022 року проти Австрії, Ізраїлю та Фарерських островів і 31 березня дебютував за збірну у грі проти Фарер (4:0), вийшовши на заміну на 68 хвилині замість Ліндона Дайкса.
У травні 2021 року Нісбет був включений до заявки збірної на чемпіонат Європи 2020 року

## Титули і досягнення
- Володар Кубка Шотландії (1):

«Абердін»: 2024–25